# Promise City (Iowa)
Promise City es una ciudad ubicada en el condado de Wayne en el estado estadounidense de Iowa. En el Censo de 2010 tenía una población de 111 habitantes y una densidad poblacional de 222,06 personas por km².

## Geografía
Promise City se encuentra ubicada en las coordenadas 40°44′49″N 93°8′58″O / 40.74694, -93.14944. Según la Oficina del Censo de los Estados Unidos, Promise City tiene una superficie total de 0.5 km², de la cual 0.49 km² corresponden a tierra firme y (2.07%) 0.01 km² es agua.

## Demografía
Según el censo de 2010, había 111 personas residiendo en Promise City. La densidad de población era de 222,06 hab./km². De los 111 habitantes, Promise City estaba compuesto por el 97.3% blancos, el 0% eran afroamericanos, el 0% eran amerindios, el 1.8% eran asiáticos, el 0% eran isleños del Pacífico, el 0.9% eran de otras razas y el 0% pertenecían a dos o más razas. Del total de la población el 0.9% eran hispanos o latinos de cualquier raza.